# US Open 2006 (golf)
Het U.S. Open 2006 golftoernooi werd gehouden van 15 tot 18 juni 2006 op de West Course van de Winged Foot Golf Club in Mamaroneck, niet ver van New York. Het was de vijfde keer dat de US Open op deze baan plaatsvond, die de reputatie heeft van een moeilijk te bespelen baan, en die deze reputatie ook waar maakte.
Winnaar werd de 29-jarige Australiër Geoff Ogilvy, voor wie het de derde overwinning op de Amerikaanse PGA Tour was, en de eerste overwinning in een "major". Zijn totaal over de vier ronden op de par-70 baan was 285, vijf slagen boven par. Dit was de hoogste winnende score in de US Open sedert 1974, toen het toernooi ook op Winged Foot plaatsvond. Ogilvy had geen enkele ronde beneden par.
Lange tijd zag het ernaar uit dat Phil Mickelson op weg was naar zijn derde opeenvolgende zege in een major; Mickelson lag twee slagen voor met nog vier holes te gaan. Maar uiteindelijk verloor hij nog met een dubbele bogey op de allerlaatste hole. Ook De Schot Colin Montgomerie moest een dubbele bogey incasseren op de laatste hole. Van de eerste vijf had de Amerikaan Jim Furyk de beste laatste ronde, maar ook hij had een bogey op de laatste hole. Mickelson, Furyk en Montgomerie eindigden samen op de tweede plaats op één slag van Ogilvy.

## Uitslag (par = 70)
| Plaats | Naam               | Land | Rd 1 | Rd 2 | Rd 3 | Rd 4 | Totaal   |
| ------ | ------------------ | ---- | ---- | ---- | ---- | ---- | -------- |
| 1      | Geoff Ogilvy       | AUS  | 71   | 70   | 72   | 72   | 285 (+5) |
| 2      | Jim Furyk          | USA  | 70   | 72   | 74   | 70   | 286      |
| 2      | Colin Montgomerie  | SCO  | 69   | 71   | 75   | 71   | 286      |
| 2      | Phil Mickelson     | USA  | 70   | 73   | 69   | 74   | 286      |
| 5      | Pádraig Harrington | IRL  | 73   | 69   | 74   | 71   | 287      |
| 6      | Nick O'Hern        | AUS  | 75   | 70   | 74   | 69   | 288      |
| 6      | Jeff Sluman        | USA  | 74   | 73   | 72   | 69   | 288      |
| 6      | Mike Weir          | CAN  | 71   | 74   | 71   | 72   | 288      |
| 6      | Steve Stricker     | USA  | 70   | 69   | 76   | 73   | 288      |
| 6      | Vijay Singh        | FIJ  | 71   | 74   | 70   | 73   | 288      |
| 6      | Kenneth Ferrie     | ENG  | 71   | 70   | 71   | 76   | 288      |

1895 ·
1896 ·
1897 ·
1898 ·
1899 ·
1900 ·
1901 ·
1902 ·
1903 ·
1904 ·
1905 ·
1906 ·
1907 ·
1908 ·
1909 ·
1910 ·
1911 ·
1912 ·
1913 ·
1914 ·
1915 ·
1916 ·
1917 · 
1918 · 
1919 ·
1920 ·
1921 ·
1922 ·
1923 ·
1924 ·
1925 ·
1926 ·
1927 ·
1928 ·
1929 ·
1930 ·
1931 ·
1932 ·
1933 ·
1934 ·
1935 ·
1936 ·
1937 ·
1938 ·
1939 ·
1940 ·
1941 ·
1942 ·
1943 · 
1944 ·
1945 ·
1946 ·
1947 ·
1948 ·
1949 ·
1950 ·
1951 ·
1952 ·
1953 ·
1954 ·
1955 ·
1956 ·
1957 ·
1958 ·
1959 ·
1960 ·
1961 ·
1962 ·
1963 ·
1964 ·
1965 ·
1966 ·
1967 ·
1968 ·
1969 ·
1970 ·
1971 ·
1972 ·
1973 ·
1974 ·
1975 ·
1976 ·
1977 ·
1978 ·
1979 ·
1980 ·
1981 ·
1982 ·
1983 ·
1984 ·
1985 ·
1986 ·
1987 ·
1988 ·
1989 ·
1990 ·
1991 ·
1992 ·
1993 ·
1994 ·
1995 ·
1996 ·
1997 ·
1998 ·
1999 ·
2000 ·
2001 ·
2002 ·
2003 ·
2004 ·
2005 ·
2006 ·
2007 ·
2008 ·
2009 ·
2010 ·
2011 ·
2012 ·
2013 ·
2014 ·
2015 ·
2016 ·
2017 ·
2018 ·
2019 ·
2020 ·
2021